# سیرک (فیلم ۱۹۳۶)
سیرک (روسی: Цирк) یک فیلم روسی به کارگردانی گریگوری الکساندرف
محصول سال ۱۹۳۶ است.